# 大峪镇 (邯郸市)
大峪镇，是中华人民共和国河北省邯郸市峰峰矿区下辖的一个乡镇级行政单位。

## 行政区划
大峪镇下辖以下地区：
峪北社区、峪南社区、南大峪村、北大峪村、北涧沟东村、北涧沟西村、南山村、仁义村、吝家沟村和新立村。